# HTC HD7
HTC HD7'（亦被稱為HTC舒伯特）是HTC首批搭載Windows Phone 7手機之一，繼承HTC HD2，而後也被新款HTC HD7s所取代。

## 描述
HD7在外觀上它保有HD2的血統，搭載1Ghz高速處理器，以及4.3英吋顯示螢幕512 MB ROM / 576 MB RAM，內建16GB的記憶體，可惜的是HD7並不支援外插記憶卡。
由於搭載Windows Phone 7，導致HTC無法直接加入HTC Sense，因此HTC在HD7上加入了HTC Hub，因此有HTC用戶指出，HTC Hub，無法達到HTC Sense的便利性。
Windows Phone 7在Mango之前不支援中文顯示及鍵盤，雖然HTC以在台發售HD7但銷售量依然受到限制。

## 引用來源
1. ↑  . gsmarena.com.   [2010-10-21]. （原始内容存档于2010-10-21）.